# موزع منزل ذكي

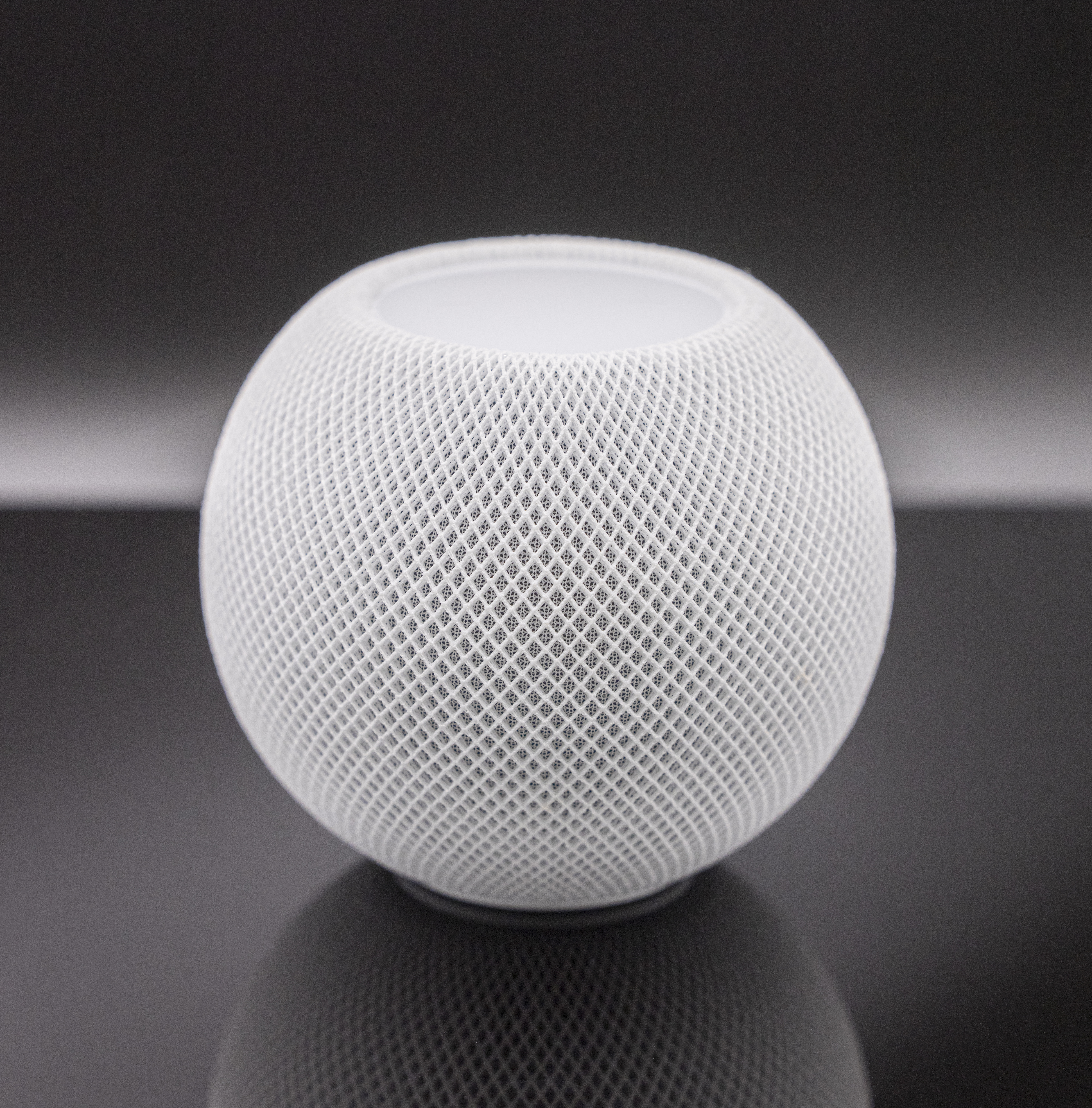
جهاز آبل هوم بود ميني مثال على موزع ذكي للتحكم في المنزل.

موزع المنزل الذكي (بالإنجليزية: Smart home hub)‏ هو جهاز أو نظام يعمل كمركز تحكم رئيسي في المنزل الذكي. يُتيح هذا النظام للمكونات المختلفة في المنزل الذكي التواصل مع بعضها البعض عبر نقطة اتصال مركزية.
يمكن أن يتكوَّن موزع المنزل الذكي من جهاز حاسوب مخصص، أو تطبيق برمجي مستقل، أو برنامج يعمل على أجهزة الحاسوب، ويُتيح هذا الموزع إمكانية التهيئة، والأتمتة، والمراقبة للمنزل الذكي من خلال التواصل والتحكم في مختلف الأجهزة الذكية، مثل الأجهزة المنزلية، وأجهزة الاستشعار، والمرحلات، أو الروبوتات، والتي تُصنَّف عادة ضمن تقنيات إنترنت الأشياء.